# Еміль фон Зауер
Еміль фон Зауер (нім. Emil von Sauer; 8 жовтня 1862, Гамбург — 27 квітня 1942, Відень) — німецький і австрійський композитор, піаніст, редактор партитури та викладач музики (фортепіано). Він був вихованцем Ференца Ліста і одним з найвидатніших піаністів свого покоління. Йозеф Гофман назвав фон Зауера "справді великим віртуозом". Мартін Краузе, інший вихованець Ліста, назвав фон Зауера "законним спадкоємцем Ліста; він має більше своєї чарівності та геніальності, ніж будь-який інший учень Ліста".

## Біографія
Еміль фон Зауер народився 8 жовтня 1862 року в Гамбурзі. Перші уроки музики отримав від матері, потім навчався у Людвіга Деппе, в 1879 вступив уМосковську консерваторію в клас Миколи Рубінштейна. Після його смерті в 1881 році намагався почати сольну кар'єру, але, зустрівши дуже стриманий прийом у публіки, продовжив навчання.
У 1884 — 1885 удосконалювався у Ференца Ліста у Веймарі, після чого з успіхом дебютував в Берліні з П'ятим концертом Бетховена і Концертом Гензельта, здобувши славу видатного піаніста-віртуоза.
Зауер багато гастролював в різних містах Європи,  з 1901 по 1907 вів викладацьку діяльність в Класах вищої майстерності фортеп'янної гри при консерваторії у Відні, потім кілька років жив і працював у Дрездені, але в 1915 повернувся на попередній пост. У 1917 році був зведений у дворянство Австро-Угорської імперії, отримавши приставку «фон» до прізвища.

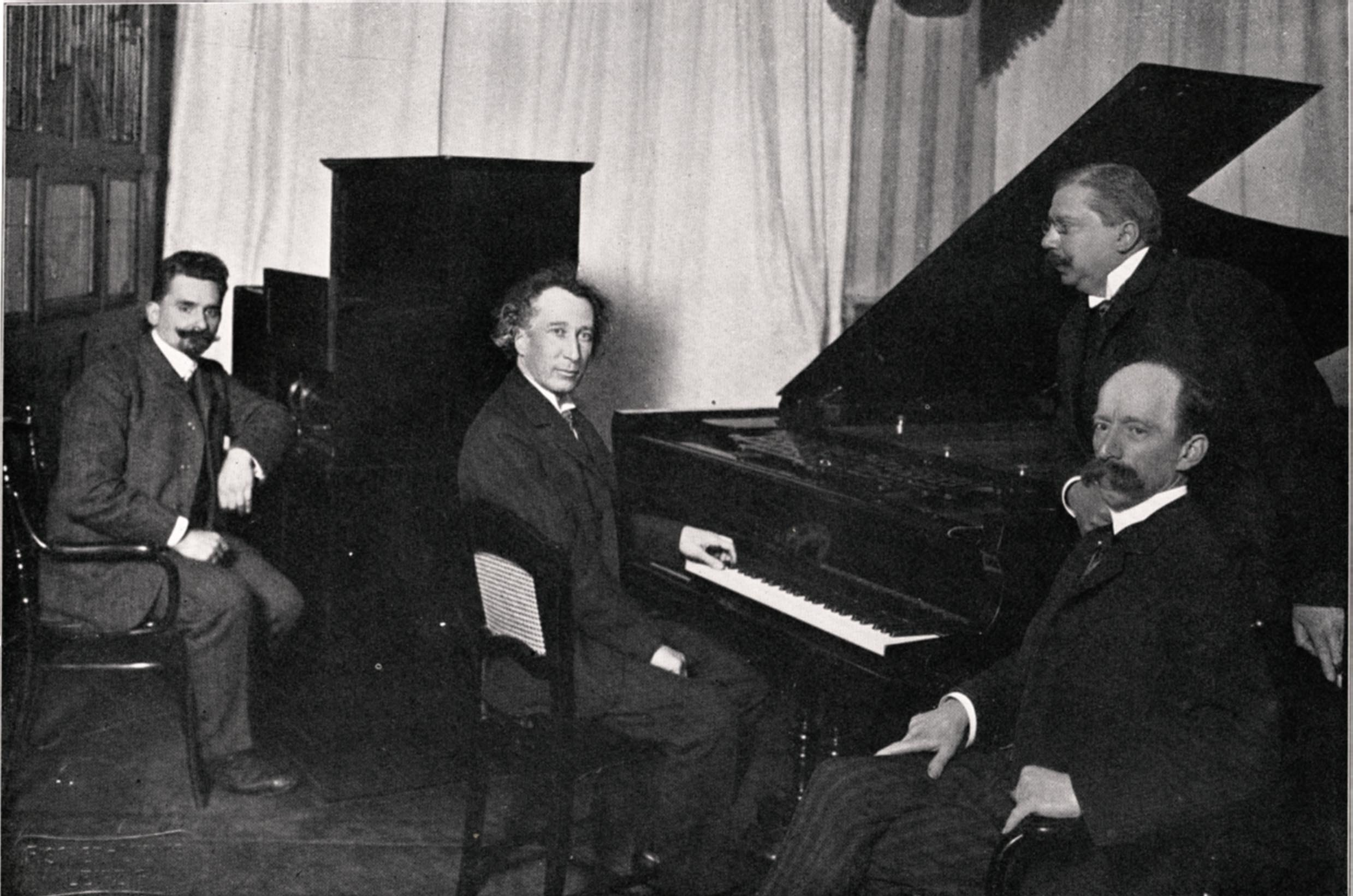
Зауер грає на записі для Welte-Mignon, 1905

Зауер виступав і викладав до 1936 року, останні роки життя провів в Відні. У 1938 році входив до складу журі Конкурсу імені Ізаї в Брюсселі; його виступ на присвяченому до конкурсу концерті високо оцінив Генріх Нейгауз: «прекрасно, молодо, бадьоро, з вогнем» (грав фортеп'янний концерт Шумана).
Серед учнів Зауера — Уебстер Ейткін, Любка Колесса, Еллі Неї, Стефан Ашкеназі, Ізольда Альгрімм та багато інших відомих майбутніх піаністів.
Зауер — піаніст-віртуоз, який володів блискучою технікою виконання, темпераментом і поетичним натхненням. Він зробив ряд записів, серед яких виділяються два концерти Ліста. Власні твори Зауера включають два фортеп'янні концерти, дві сонати, концертні етюди і безліч інших п'єс для фортеп'яно. Перший концерт Зауера був записаний для відомого проєкту «Романтичні фортеп'янні концерти» піаністом Стівеном Гафом; надалі запис повного зібрання фортеп'янних творів Зауера був здійснений Олегом Маршовим. Під редакцією Зауера видані твори Й. Брамса, Д. Скарлатті, Ф. Ліста, Ф. Шопена.
Еміль фон Зауер помер 29 квітня 1942 року у Відні. Його ім'ям названо вулиці в Гамбурзі (Von-Sauer-Straße) і Відні (Sauergasse).
Син, також Еміль фон Зауер (1889—1967), став видним адвокатом, керівником адвокатських об'єднань ФРН в 1940-50-ті рр.